# Schammendorf
Schammendorf ist ein Dorf mit 78 Einwohnern und gehört zur Stadt Weismain im oberfränkischen Landkreis Lichtenfels im Norden des Freistaates Bayern. Sehenswert sind die Schammendorfer Mühle und die Kapelle St. Michael im historischen Ortskern.

## Geografische Lage
Schammendorf befindet sich auf 345 m ü. NN am südlichen Ende des Weismain-Taltrichters und damit am Beginn der Weismain-Alb im Naturpark Fränkische Schweiz-Veldensteiner Forst. Der Stadtkern von Weismain liegt etwa drei Kilometer nordöstlich. Die nächsten Ortschaften sind Kaspauer, Weismain, Wohnsig, Wallersberg, Mosenberg und Frankenberg.

## Geschichte
Erste Hinweise auf menschliche Besiedlung um Schammendorf stammen bereits aus der Mittelsteinzeit, als im Ort unmittelbar westlich der Durchgangsstraße eine Freilandstation zumindest saisonal betrieben wurde. Eine feste Siedlung an der gleichen Stelle ist während der Vorzeit belegbar. Zur gleichen Zeit befand sich auch eine kleine Befestigung wenig östlich des Ortes auf der Schammenleithe oder Schammendorfer Leithe, die Abschnittsbefestigung Geiskirche.
Auch in frühmittelalterlicher Zeit, während der zweiten Hälfte des ersten Jahrtausends n. Chr., war die Gegend bewohnt. Beweise dafür erbrachte die Entdeckung eines Reihengräberfeldes aus karolingisch-ottonischer Zeit an einem Hang am Südostrand von Schammendorf im Jahr 1956.
Aus den Jahren 1325 und 1330 ist die Schreibweise des Ortes als „Schamendorf“, 1422 als „Schamenstorf“, erneut als „Schamendorf“ und als „Schomendorf überliefert. Der Name leitet sich vom althochdeutschen Wort scam her, was kurz oder klein bedeutet. Der Ortsname lässt sich daher als zum kurzen Dorf deuten. Die Schreibweise „Schamenstorf“ ließe auch eine Herleitung vom Rufnamen Schaman zu, jedoch gilt dies als nicht sehr wahrscheinlich.
Am 1. Januar 1976 wurde Schammendorf als ehemaliger Ortsteil von Wallersberg in die Stadt Weismain eingegliedert.

### Einwohnerentwicklung
Die Tabelle gibt die Einwohnerentwicklung von Schammendorf anhand einzelner Daten wieder.
| Jahr | Einwohner | Quelle |
| ---- | --------- | ------ |
| 1833 | 52        | [ 7 ]  |
| 2012 | 98        | [ 8 ]  |
| 2013 | 96        | [ 9 ]  |
| 2015 | 86        | [ 10 ] |
| 2018 | 78        | [ 1 ]  |

## Vereine
- Freiwillige Feuerwehr Frankenberg-Schammendorf
- Schammendorfer Gartenfreunde (Gartenbauverein), mit Jugendgruppe „Kaulhaazen“